# Lamá
Luís Maimona João, ismertebb nevén Lamá (Luanda, 1981. február 1. –) angolai válogatott labdarúgókapus.

## Pályafutása

### Klubcsapatban
1999 és 2018 között a Petro Atlético csapatában játszott, melynek tagjaként négy bajnoki címet (2000, 2001, 2008, 2009) szerzett és összesen 305 mérkőzésen védte a Petróleos kapuját.  

### A válogatottban
2003 és 2013 között 56 mérkőzésen szerepelt az angolai válogatottban. Részt vett a 2006-os, a 2008-as, a 2010-es és a 2013-as afrikai nemzetek kupáján, valamint a 2006-os világbajnokságon.

## Sikerei, díjai
Petro Atlético
- Angolai bajnok (4): 2000, 2001, 2008, 2009